# Вулиця Гетьмана Пилипа Орлика (Тернопіль)
Вулиця Гетьмана Пилипа Орлика — вулиця у житловому масиві «Дружба» міста Тернополя.

## Відомості
Розпочинається неподалік від перехрестя з вулицею Дружби, пролягає на схід до вулиці Юності, де і закінчується. Довжина вулиці — 360 м. Вулиця забудована п'ятиповерхівками та дев'ятиповерховими будинками.

## Дотичні вулиці
Лівобічні: Дружби, Михайла Драгоманова

## Комерція
- Фітнес-центр «XSport» — Орлика, 5

## Релігія
- Храм святих Володимира і Ольги — Орлика, 1А